# San Vincenzo La Costa
San Vincenzo La Costa ist eine italienische Gemeinde mit 1969 Einwohnern (Stand 31. Dezember 2023) in der Provinz Cosenza in Kalabrien.
Das Gebiet der Gemeinde liegt auf einer Höhe von 374 m über dem Meeresspiegel und umfasst eine Fläche von 16 km². San Vincenzo La Costa liegt etwa 25 km nordwestlich von Cosenza. Die Nachbargemeinden sind Montalto Uffugo, Rende und San Fili.